# U-1223
| U-1223                     | U-1223                                                                 | U-1223                                                                 |
| -------------------------- | ---------------------------------------------------------------------- | ---------------------------------------------------------------------- |
|                            |                                                                        |                                                                        |
|                            |                                                                        |                                                                        |
|                            |                                                                        |                                                                        |
| Під прапором               | Третій рейх                                                            | Третій рейх                                                            |
| Спуск на воду              | 23 червня 1943 року                                                    | 23 червня 1943 року                                                    |
| Виведений зі складу флоту  | 5 травня 1945 року                                                     | 5 травня 1945 року                                                     |
| Сучасний статус            | затоплений                                                             | затоплений                                                             |
| Проєкт                     |                                                                        |                                                                        |
| Тип ПЧ                     | Дизельний підводний човен                                              | Дизельний підводний човен                                              |
| Основні характеристики     |                                                                        |                                                                        |
| Швидкість (надводна)       | 19 вузлів                                                              | 19 вузлів                                                              |
| Швидкість (підводна)       | 7,3 вузла                                                              | 7,3 вузла                                                              |
| Гранична глибина занурення | 230 м                                                                  | 230 м                                                                  |
| Екіпаж                     | 48 особи                                                               | 48 особи                                                               |
| Розміри                    |                                                                        |                                                                        |
| Довжина найбільша (по КВЛ) | 76,8 м                                                                 | 76,8 м                                                                 |
| Ширина корпусу найб.       | 6,9 м                                                                  | 6,9 м                                                                  |
| Висота                     | 9,6 м                                                                  | 9,6 м                                                                  |
| Середня осадка (по КВЛ)    | 4,7 м                                                                  | 4,7 м                                                                  |
| Водотоннажність надводна   | 1144 т                                                                 | 1144 т                                                                 |
| Озброєння                  |                                                                        |                                                                        |
| Артилерія                  | 1 88-мм палубна гармата SK C/32                                        | 1 88-мм палубна гармата SK C/32                                        |
| Торпедно- мінне озброєння  | 4 носових і два кормових ТА. 22 торпеди або 44 міни TMA чи 66 TMB      | 4 носових і два кормових ТА. 22 торпеди або 44 міни TMA чи 66 TMB      |
| ППО                        | 1 37-мм зенітна гармата SKC/30 2 (1 ? 2) 20-мм зенітні гармати FlaK 30 | 1 37-мм зенітна гармата SKC/30 2 (1 ? 2) 20-мм зенітні гармати FlaK 30 |

U-1223 — німецький підводний човен типу IXC/40, часів Другої світової війни.
Замовлення на будівництво човна віддане 25 серпня 1941 року. Човен заклали на верфі «Deutsche Werft AG» у Гамбурзі 25 листопада 1942 року під заводським номером 386, спущений на воду 23 червня 1943 року, 6 жовтня 1943 року увійшов до складу 4-ї флотилії. За час служби також входив до складу 2-ї та 33-ї флотилій.
За час служби човен зробив 1 бойовий похід, у якому пошкодив одне судно та один військовий корабель.
Підводний човен виведено з експлуатації 14 квітня 1945 року та затоплено власним екіпажем 5 травня 1945 року західніше Везермюнде (53°32′ пн. ш. 08°35′ сх. д. / 53.533° пн. ш. 8.583° сх. д.).

## Командири підводного човна
- Капітан-лейтенант Гаральд Бозюнер (6 жовтня 1943 — березень 1944);
- Оберлейтенант-цур-зее Альберт Кнайп (березень 1944 — 28 квітня 1945)

## Потоплені та пошкоджені кораблі[3]
| Назва             | Тип                | Належність      | Дата             | Тоннаж (БРТ) | Вантаж            | Статус              | Місце                                                       |
| HMCS Magog (K673) | фрегат             | Канада          | 14 жовтня 1944   | 1 370        |                   | тотально зруйновано | 49°12′ пн. ш. 67°19′ зх. д. / 49.200° пн. ш. 67.317° зх. д. |
| Fort Thompson     | суховантажне судно | Велика Британія | 2 листопада 1944 | 7 134        | Військові вантажі | пошкоджено          | 48°55′ пн. ш. 67°41′ зх. д. / 48.917° пн. ш. 67.683° зх. д. |